# Comuna Secuieni, Bacău
Secuieni este o comună în județul Bacău, Moldova, România, formată din satele Berbinceni, Chiticeni, Fundeni, Glodișoarele, Secuieni (reședința), Valea Fânațului și Văleni.

## Așezare
Comuna se află în nord-estul județului, în colinele Tutovei, în bazinul hidrografic al râului Valea Morilor. Este traversată de șoseaua națională DN2F, care leagă Bacăul de Vaslui. La Secuieni, acest drum se intersectează cu șoseaua județeană DJ241A, care o leagă spre nord de Roșiori și Dămienești și spre sud de Izvoru Berheciului, Oncești, Vultureni și Dealu Morii, apoi mai departe în județul Vrancea de Corbița (unde se intersectează cu DN11A) și Tănăsoaia și mai departe în județul Galați de Brăhășești și Gohor. Din acest drum, la Glodișoarele se ramifică șoseaua județeană DJ241B, Filipeni și Oncești.

## Demografie
Componența etnică a comunei Secuieni
     Români (89,7%)
     Alte etnii (0,1%)
     Necunoscută (10,2%)
Componența confesională a comunei Secuieni
     Ortodocși (88,66%)
     Alte religii (0,95%)
     Necunoscută (10,39%)
Conform recensământului efectuat în 2021, populația comunei Secuieni se ridică la 2.098 de locuitori, în scădere față de recensământul anterior din 2011, când fuseseră înregistrați 2.131 de locuitori. Majoritatea locuitorilor sunt români (89,7%), iar pentru 10,2% nu se cunoaște apartenența etnică. Din punct de vedere confesional, majoritatea locuitorilor sunt ortodocși (88,66%), iar pentru 10,39% nu se cunoaște apartenența confesională.

## Politică și administrație
Comuna Secuieni este administrată de un primar și un consiliu local compus din 11 consilieri. Primarul, Dumitru-Cosmin David[*], de la Partidul Național Liberal, este în funcție din 2016. Începând cu alegerile locale din 2024, consiliul local are următoarea componență pe partide politice:
|  | Partid                          | Consilieri | Componența Consiliului | Componența Consiliului | Componența Consiliului | Componența Consiliului | Componența Consiliului | Componența Consiliului |
|  | ------------------------------- | ---------- | ---------------------- | ---------------------- | ---------------------- | ---------------------- | ---------------------- | ---------------------- |
|  | Partidul Național Liberal       | 6          |                        |                        |                        |                        |                        |                        |
|  | Partidul Social Democrat        | 4          |                        |                        |                        |                        |                        |                        |
|  | Alianța pentru Unirea Românilor | 1          |                        |                        |                        |                        |                        |                        |

## Istorie
La sfârșitul secolului al XIX-lea, comuna făcea parte din plasa Siretul de Sus a județului Bacău și era formată din satele Secuieni și Câmpeni, având în total 649 de locuitori. În comună existau o școală mixtă cu 25 de elevi la Secuieni și o biserică, iar principalii proprietari funciari erau Ilie Conduratu, C. Frunzeanu, Gh. Livezeanu și Al. Lupașcu. La acea vreme, în zona de nord a teritoriului actual al comunei mai funcționa, în aceeași plasă, și comuna Berbenceni, formată din satele Berbenceni, Văleni, Gura Drumului, Fundenii Răzășești, Berbencenii Răzășești și Chiticeni, având în total 996 de locuitori; aici erau patru biserici ortodoxe și o școală, iar proprietari de moșii erau Theodor Codrescu, Lascar Em. Lupașcu, C. Davidescu, Zamfira Nacu și Petru Negel.
Anuarul Socec din 1925 consemnează desființarea comunei Berbenceni și transferul satelor sale la comuna Secuieni, comună devenită reședința plășii Traian. Comuna avea 2152 de locuitori în satele Berbinceni, Câmpeni, Chilieni, Fundeni, Secuieni și Văleni.
În 1950, comuna a fost transferată raionului Bacău din regiunea Bacău. În 1968, a revenit la județul Bacău, reînființat, arondându-i-se și satele comunei Odobești, desființată, precum și satul Glodișoarele (fost la comuna Izvoru Berheciului); tot atunci a fost desființat satul Câmpeni, comasat cu Secuieni. Comuna Odobești a fost reînființată în 2005, ea preluând satele Odobești, Bălușa, Ciuturești și Tisa-Silvestri.

## Monumente istorice
Trei obiective din comuna Berbinceni sunt incluse în lista monumentelor istorice din județul Bacău ca monumente de interes local. Două sunt situri arheologice: așezarea daco-romană de „sub Siliște” (500 m nord-est de satul Berbinceni) datând din secolele al II-lea–al V-lea e.n. și așezarea eneolitică din „Coasta Morii” (în același sat) aparținând culturii Cucuteni. Celălalt este clasificat ca monument de arhitectură — școala din satul Berbinceni ridicată în anii 1897–1899.

## Personalități născute aici
- Visarion Toia (1884 - 1951), călugăr ortodox, canonizat ca sfânt;
- Gheorghe Banu (1889 - 1957), medic, politician;
- Ionel Palăr (n. 1972), politician, deputat.